# Bissighin (Kogho)
Pour les articles homonymes, voir Bissighin.
Bissighin est une commune rurale située dans le département de Kogho de la province du Ganzourgou dans la région du Plateau-Central au Burkina Faso.

## Géographie
Bissighin est localisé à environ 10 km au sud de Kogho.

## Santé et éducation
Le centre de soins le plus proche de Bissighin est le centre de santé et de promotion sociale (CSPS) de Kogho tandis que le centre médical avec antenne chirurgicale (CMA) se trouve à Boulsa.